# هوراشيو جورج أنتوني رايت
هوراشيو جورج أنتوني رايت (بالإنجليزية: Horatio George Anthony Wright)‏ هو جراح أسترالي، ولد في 1827، وتوفي في 14 سبتمبر 1901.